# Crouch (motorfiets)
Crouch is een historisch motorfietsmerk.
Dit was een Amerikaans merk dat van 1905 tot waarschijnlijk 1908 werd geproduceerd in Stoneham, Massachusetts. 
Het bedrijf bood motorfietsen in twee kleuren aan en maakte bijna alle onderdelen in eigen huis, wat in die tijd vrij bijzonder was.